# Murdannia tenuissima
Murdannia tenuissima là một loài thực vật có hoa trong họ Commelinaceae. Loài này được (A.Chev.) Brenan mô tả khoa học đầu tiên năm 1952.